# Jaintiapur
Jaintiapur (de vegades Jaintia Bazar) fou una antiga població del regne Jaintia, i la seva capital. Avui és un poblet sense importància amb algunes ruïnes situat a la vora del llit del riu Hari i al peu de les muntanyes Jaintia, dins l'estat de Meghalaya a l'Índia. Celebrava un mercat setmanal freqüentat pels jainties i khasis. Va passar als britànics el 1835. Les ruïnes inclouen mostres del pas del paganisme tradicional de les tribus de les muntanyes a l'hinduisme importat de Bengala, amb alguns grans monòlits de pedra rodejats de temples hindús i edificis elaborats amb imatges gravades a la pedra. La població (i en part les ruïnes) foren destruïdes pel terratrèmol de 1897.